# Xufexufe
De Xufexufe is een korte rivier op het eiland Sao Tomé in Sao Tomé en Principe. De rivier ontspringt in het zuidelijke deel van het Parque Natural Ôbo, stroomt in zuid-zuidwestelijk richting door het Lembádistrict en mondt ten slotte uit in de Atlantische Oceaan, 10 km ten noordwesten van het dorpje Vila Malanza.  Het stroomgebied van de Xufexufe heeft een oppervlakte van 16,5 km².